# 103e division d'infanterie de forteresse
Pour les articles homonymes, voir 103e division.
La 103e division d'infanterie de forteresse est le nom d'une unité de l’Armée française de la Seconde Guerre mondiale, affectée à la Ligne Maginot. Elle est créée par transformation du secteur fortifié du Bas-Rhin en mars 1940. La division combat face à la Wehrmacht à la fin de la bataille de France en juin 1940.

## Chefs de la103edivisiond'infanterie de forteresse
- 20 mars - 25 mai 1940 :  général Renondeau[1]
- 28 mai 1940 - 28 juin 1940 :  général Vallée (sl)[1]

## Composition
- Infanterie[1] :
  - 34e régiment d'infanterie de forteresse
  - 172e régiment d'infanterie de forteresse
  - 226e régiment d'infanterie
  - 237e régiment d'infanterie du 3 au 15 avril 1940
  - Compagnies d'équipages d'ouvrages no  3, 4, 5 et 6
- Artillerie[1] :
  - 155e régiment d'artillerie de position
- Services[1] :
  - 148e compagnie d'ouvriers
  - Compagnies 228/1 et 228/2 du Génie
  - Compagnies télégraphiste 228/81 et auto 228/82
  - Compagnie auto 218/20
  - Compagnie auto
  - Groupe d'exploitation divisionnaire 448/23
  - 448e groupe sanitaire divisionnaire
  - 21e compagnie d'instruction du 172e régiment d'infanterie de forteresse
  - Compagnie d'instruction de forteresse n° 103

## Historique
La division est créée le 5 mars 1940 par transformation du secteur fortifié du Bas-Rhin, chargé de la défense du front autour de Strasbourg et de l'intégrité du front du Rhin.
Vers la fin de la bataille de France, la division fait face à l'Opération Kleiner Bär, une tentative de percée à travers la ligne Maginot sur le Rhin, lancée par la 7e armée allemande le 15 juin 1940. L'assaut principal est mené contre la 104e DIF mais la 103e DIF est attaquée en parallèle par la 557e division d'infanterie allemande qui franchit le Rhin à Rhinau. Utilisant des canons anti-aériens lourds tchèques de 83,5 mm (en) et allemands de 88, les Allemands neutralisent les casemates sur le Rhin et leur artillerie bombarde les lignes arrières françaises. Le 633e régiment d'infanterie de la Wehrmacht traverse la rivière en début d'après-midi et parvient jusqu'à la troisième ligne de défense française. Au soir, les Allemands ont établi une tête de pont large de 4 km dans le secteur du 34e RIF. Il s'agit de la seule avancée allemande du jour, pourtant face à des régiments français privés de réserves à la suite du repli de la plupart des unités mobiles vers le sud dans les jours qui précédaient.
Après l'armistice le 22 et la cessation des hostilités le 23 juin 1940, la division part le 25 rendre ses armes et son équipement à Schirmeck. Remises en ordre, ses unités rejoignent Mutzig le 27 puis Strasbourg le lendemain, d'où la division part en captivité.

## Sources